# Pozuel de Ariza
Pozuel de Ariza là một đô thị ở tỉnh Zaragoza, Aragon, Tây Ban Nha. Theo điều tra dân số 2004 của Viện thống kê Tây Ban Nha (INE), đô thị này có dân số là 27 người. Diện tích đô thị này là 22 ki-lô-mét vuông.Đô thị này nằm ở độ cao 778 m trên mực nước biển.

## Biến động dân số
| 1991 |  | 1996 |  | 2001 |  | 2004 |
| ---- |  | ---- |  | ---- |  | ---- |
| 32   |  | 29   |  | 16   |  | 27   |